# グラーキ
グラーキ（Glaaki、Gla'aki）は、創作神話クトゥルフ神話に登場する架空の神。ラムジー・キャンベルが創造した神性。
さらに、この神に由来するグラーキの黙示録という書物が登場する。

## 概要
イギリスブリチェスターの近くの湖の中に棲んでいる旧支配者。外見は蛞蝓に似ており、顔から伸びた3本の茎状組織の先端に目があり、体はピラミッド状の突起で覆われて背中からは金属の刺が伸びている。
隕石（宇宙船か）に乗って地球に飛来し、墜落クレーターから出来た湖の底に棲んでいる。故郷は酸性の湖で覆われ、大気は汚染された蒸気に満ちた土地だったという。隕石は過去にユゴス・シャッガイ・トンド等の惑星間ルートを経由したという。地球到来には異説があり、隕石よりも前に「タグ＝クラターの逆角度」によって地球に来ていた説、古代エジプトのミイラやハイチのゾンビ伝説をグラーキ由来とする説などがある。
人間を触手の先端で刺して血液に化学物質を注入して奴隷化する。触手を切ると刺された者は死ぬが、死体はゾンビとして復活し、グラーキの奴隷になる。このゾンビは約70年経って強い光を受けると急速に腐敗するようになり、この現象は「緑の崩壊」と呼ばれる。逆に年季の浅いゾンビには日光耐性がある。
湖の近くにグラーキを崇拝する教団がかつて存在し、名を冠した文献「グラーキの黙示録」を残した。グラーキの黙示録は、キャンベル作品にて登場頻度が高い。

### 登場作品
- 湖畔の住人/湖の住人[1]：ラムジー・キャンベル（1964）
- エンサイクロペディア・クトゥルフ（英語版）：ダニエル・ハームズ
- グラアキ最後の黙示：ラムジー・キャンベル（2012）

## ラムジー・キャンベルの神々

### アイホート
登場作品は『嵐の前に』。黙示録12巻に記載がある。

### ダオロス
登場作品は『ヴェールを剥ぎ取るもの』。黙示録に記載がある。TRPGにて外なる神に分類される。

### イゴーロナク
登場作品は『コールド・プリント』。黙示録12巻に関連し、ネクロノミコンにも記載がある。

### バイアティス
登場作品は『城の部屋』。「妖蛆の秘密」や、バークリイの郷土資料に記載がある。もともと名前のみロバート・ブロックが作っており、キャンベルが姿を創作した。

### グロース
登場作品は『誘引』。黙示録に記載がある。

### ムナガラー
言及作品は『誘引』。黙示録に記載がある。もとはアメコミの邪神であり、キャンベルの言及により小説ジャンルにも導入された。

## グラーキの黙示録
グラーキ教団の記録文書。教団が活動停止した時点で11巻まで書かれ、内容が欠けた海賊版9巻本が作られた。だが巻数が増えている。